# ای‌ام‌پی ۳۵
امپ-۳۵ (EMP-۳۵) مسلسل سبک ساخت آلمان است که توسط مهندس هاینریش ولمر طراحی شده بود و در کارخانه Erma از ۱۹۳۰ به ۱۹۳۸ برای صادرات(اسپانیا، مکزیک و یوگسلاوی) تولیدشد.
EMP در جنگ داخلی اسپانیا آزمایش شد. 